# Jin Kab-yong
Detta är ett koreanskt namn; familjenamnet är Jin.
Jin Kab-yong (hangul: 진갑용; hanja: 陳甲龍), född den 8 maj 1974 i Seoul, är en sydkoreansk före detta basebollspelare som tog guld för Sydkorea vid olympiska sommarspelen 2008 i Peking. Han deltog även vid olympiska sommarspelen 1996 i Atlanta, när Sydkorea kom åtta.
Jin representerade även Sydkorea vid World Baseball Classic 2006, när Sydkorea kom trea, och 2013.